# Павле Николић
Павле С. Николић (Београд, 1928 — 30. октобар, 2020) био је српски универзитетски професор, научни радник и судија. Николић је био професор Уставног права на Правном факултету Универзитета у Београду, ванредни професор Универзитета Сорбона, директор Института за правне и друштвене науке, судија Уставног суда Србије и члан Крунског савета престолонаследника Александра Карађорђевића.

## Биографија
Рођен је 1928. године у Београду, где је завршио основну школу и гимназију, а затим и Правни факултет 1951. године. Докторирао је, одбранивши докторску дисертацију „Скупштински систем“ 1961. године.
1955. године изабран је за асистента на Правном факултету за предмет Уставно право, за доцента 1962, за ванредног професора 1970. а за редовног 1977. године, на истом предмету. Био је продекан Правног факултета у Београду (1975.-1977), директор Института за правне и друштвене науке Правног факултета (1977.-1979), шеф Катедре за политичке науке на истом факултету у два мандата, дугогодишњи директор Међународног универзитетског центра за друштвене науке Универзитета у Београду, судија Уставног суда Србије (1980.-1987).
Члан Научног друштва Србије је био од 1996. године.
У периоду од 1998. до 2003. године био је главни и одговорни уредник часописа „Архив за правне и друштвене науке“.
1986. године, у Руану (Француска) добио је титулу Doctor honoris causa тамошњег Универзитет. Радио је као професор по позиву на Универзитету Paris I Panthéon-Sorbonne – Француска (1980) и професор по позиву на Универзитету у Фрибургу – Швајцарска (1981). Изабран за почасног професора Универзитета „Colegio Mayor de Nuestra Senora del Rosario“ у Боготи (Колумбија), и за почасног члана Колумбијског удружења за уставно право.
Одржао је 11 курсева и преко 60 предавања на 43 универзитета и у десетак других научних и стручних институција у 18 земаља широм света: у Француској (у Паризу на два универзитета, а затим у Греноблу, Бордоу, Авру), Пољској (у Познању, Кракову, Лублину, Варшави), Русији (у Москви, Петровграду), Италији (у Болоњи на два универзитета, Фиренци, Торину, Риму, Калабрији), Ираку (у Багдаду), Мексику, Египту (у Александрији, Каиру), Алжиру, Шпанији (у Барселони), Мађарској (у Печују), Немачкој (у Берлину), Швајцарској (у Фрибургу, Женеви), Колумбији (у Боготи), Кини (у Пекингу, Тјенцину), Јапану (Токиу, Кјоту, Сендају), Грчкој (у Атини), Холандији (у Ротердаму), а затим у Тунису на Међународној академији за уставно право, у Паризу у Друштву за упоредно законодавство, у Аости у Универзитетском колеџу за федералистичке студије, у Риму на Полицијској академији, у Токију у Јапанском удружењу за уставно право, у Токију и Saporou u Peace Constitution League, у Варшави у Уставном суду Пољске, и другим институцијама у Француској, Пољској, Немачкој.
Неко време је био стални члан професорског кора Међународне академије за уставно право у Тунису, Европског института у Ници и Универзитетског колеџа у Аости, и др. На Универзитету Бен Акноун у Алжиру је гостовао и као члан Комисије за одбрану докторске дисертације.
Један је од оснивача и први Генерални секретар Међународног удружења за уставно право (1981.-1993), а од 1993. године је потпредседник тог Удружења и члан Програмске комисије истог Удружења. Такође, био је један од оснивача и потпредседник Међународне академије за уставно право (1984.-1996).
Добио је медаљу Универзитета у Каљарију (Италија), медаљу Регионалног савета Haute-Normandie (Француска), медаљу Министарства јавне безбедности (Италија), Златни орден за заслуге Пољске, награду Службеног листа СФРЈ за најбоље дело у области правних наука (1989).
Био је члан Крунског савета краљевске породице Карађорђевић.
Преминуо је 30. октобра 2020. године.

## Награде и признања
- Орден Белог орла;
- Орден Карађорђеве звезде.